# Andrés Felipe Muñoz Franco
Andrés Felipe Muñoz Franco (Cali, 10 de marzo de 1988) es un patinador Colombiano que cuenta con la mayor cantidad de títulos Mundiales en la historia de su país en la especialidad de Patinaje de Velocidad. Entre otras cosas, también ha sido campeón Bolivariano,  Sudamericano, Centroamericano y del Caribe y Multiple campeón de los World Games. Actualmente se encuentra casado con Vanessa Molina 
. 
 Mayagüez 2010.

## Trayectoria
La trayectoria deportiva de Andrés Felipe Muñoz Franco se identifica por su participación en los siguientes eventos nacionales e internacionales:

### Mundiales de Patinaje
- Mundial de Patinaje Venezuela 2003
- Mundial de patinaje Italia 2004
- Mundial de Patinaje China 2005
- Mundial De patinaje España 2008
- Mundial De patinaje China 2009
- Mundial De patinaje Colombia 2010
- Mundial De patinaje Korea 2011
- Mundial De patinaje Italia 2012
- Mundial De patinaje Bélgica 2013
- Mundial De patinaje Argentina 2014
- Mundial De patinaje China 2016
- Mundial De patinaje China 2017
- Mundial De patinaje Holanda 2018

### Juegos Suramericanos
Fue reconocido su triunfo de ser el undécimo deportista con el mayor número de medallas de la selección de Colombia en los juegos de Medellín 2010.

#### Juegos Suramericanos de 2010
Su desempeño en la novena edición de los juegos, se identificó por ser el vigésimo tercero deportista con el mayor número de medallas entre todos los participantes del evento, con un total de 6 medallas:

- , Medalla de oro: 1000 m Carrera Patinaje Velocidad Hombres
- , Medalla de oro: Patinaje de Velocidad Relevo 3000 m Carril Hombres
- , Medalla de oro: Patinaje de Velocidad Contrarreloj Ruta 200 m Hombres
- , Medalla de plata: Patinaje de Velocidad Contrarreloj 300m Carril Hombres
- , Medalla de plata: Patinaje de Velocidad Velocidad Ruta 500 m Hombres
- , Medalla de bronce: Patinaje de Velocidad Maratón Ruta Hombres

### Juegos Centroamericanos y del Caribe
Fue reconocido su triunfo de ser el séptimo deportista con el mayor número de medallas de la selección de Colombia en los juegos de Mayagüez 2010.

#### Juegos Centroamericanos y del Caribe de Mayagüez 2010
Su desempeño en la vigésima primera edición de los juegos, se identificó por ser el vigésimo deportista con el mayor número de medallas entre todos los participantes del evento, con un total de 6 medallas:

- , Medalla de oro: 200 m Contrarreloj
- , Medalla de oro: 42Km Maratón
- , Medalla de oro: 500 m Contrarreloj
- , Medalla de plata: 1000 m Grupo
- , Medalla de plata: 300m Contrarreloj
- , Medalla de bronce: 20000m Eliminación